# آتش‌بس ۲۰۲۵ جنگ غزه
آتش‌بس ۲۰۲۵ جنگ غزه، عبارت است از تبادل اسرا و آتش‌بس که برای دومین بار به عنوان تلاشی برای پایان دادن به جنگ اسرائیل و حماس انجام شده است. این توافق در ۵ مه ۲۰۲۴ با میانجیگری مصر و قطر تنظیم شد و در ۶ می حماس و اسرائیل آن را تأیید کردند. در ۳۱ مه، جو بایدن، رئیس‌جمهور ایالات متحده، این توافق را ارائه کرد و اظهار داشت که پیشنهاد و درخواست‌ها بی طرفانه هستند. این پیشنهاد یک ابتکار زنجیره‌ای است و در سه مرحله انجام می‌شود: با برقراری یک آتش‌بس شش هفته ای کار آغاز شده، سپس با آزادی تمامی گروگان‌های اسرائیلی و در ازای آن رهایی هزاران اسرای فلسطینی، آتش‌بس دائمی، عقب‌نشینی اسرائیل از نوار غزه و روند بازسازی طی سه تا پنج سال ادامه می‌یابد.

## متن پیشنهادی سه مرحله‌ای
در این پیشنهاد، حماس در مرحله اول ۳۳ گروگان اسرائیلی را مطابق معیارهای بشردوستانه آزاد می‌کند. اگر گروگان‌های زنده کافی وجود نداشته باشد، حماس جنازهٔ گروگان‌های مرده را باز خواهد گرداند. معیارهای بشردوستانه شامل آزادی تمام زنان و کودکان، مجروحان و گروگان‌های مسن باقی مانده می‌شود. در ازای هر اسرائیلی آزاد شده، اسرائیل حداقل موظف ۳۰ تا ۵۰ فلسطینی (از کودکان و زنان شروع می‌شود) را آزاد می‌کند. در حین اجرای مرحله اول، اسرائیل باید اجازه رسیدن مقادیر «کافی» کمک‌های بشردوستانه به فلسطینیان آواره را بدهد و آن‌ها بتوانند به خانه‌های خود بازگردند و شروع به خروج تدریجی از غزه کنند. در طول آتش‌بس موقت، گفتگوها بین دو طرف برای توقف دائمی خصومت‌ها آغاز خواهد شد. در مرحله دوم، اسرائیل آتش‌بس دائمی را می‌پذیرد و حماس سپس گروگان‌های مرد زنده باقیمانده، اعم از غیرنظامی‌ها و سربازان، را برای تبادل اسرای فلسطینی آزاد می‌کند. در مرحله سوم، بقایای گروگان‌های اسراییلی تحویل داده می‌شوند. بر اساس پیشنهاد ۵ مه، اسرائیل باید ترک رفح را درنظر گیرد و محاصره نوار غزه تاحدی خاتمه یابد، اما این تعهد در پیشنهاد ۳۱ مه وجود ندارد.
در ۱۰ ژوئن، شورای امنیت سازمان ملل متحد از این پیشنهاد به عنوان قطعنامه ۲۷۳۵ حمایت کرد. در اواخر ژوئن ۲۰۲۴، بنیامین نتانیاهو، نخست‌وزیر اسرائیل، اعلام کرد که اسرائیل فقط آتش‌بس جزئی که شامل پایان دادن به جنگ در غزه نمی‌شود را خواهد پذیرفت.

## تبادل اسراء

### دور اول تبادل
ساعاتی پس از آغاز آتش‌بس در غزه در روز ۱۹ ژانویه ۲۰۲۵، ده‌ها نیروی نقاب‌دار از گردان‌های عزالدین قسام، شاخه نظامی حماس، با نقاب‌های سیاه و سربندهای سبز خود ظاهر شدند تا سه اسیر اسرائیلی را به خودروهای صلیب سرخ تحویل دهند. در اسرائیل، تصاویر و رفتار نیروهای حماس عده ای از مردم اسرائیل را خشمگین کرد و پرسش‌های جدی در مورد اثربخشی کمپین شدید نظامی که علیه غزه اجرا شده بود را برانگیخت. طبق تصاویر منتشر شده، حماس به سه زن گروگان هدایایی در قالب ساک‌های کاغذی با لوگوی حماس داد. این هدایا شامل نقشه نوار غزه، تصاویر اسرای زن در دوران اسارت و لوح تقدیر است. یک خبرنگار محلی دربارهٔ اولین مرحله تبادل اسرا در شهر غزه گفت: «از فروشنده دکه‌ای شنیدم که در یکی از تقاطع‌ها اتفاقی در حال رخ دادن است و نیروهای گردان‌های عزالدین قسام در حال رژه هستند.» مردم به تدریج در محل تجمع کردند تا صف‌آرایی نیروهای مسلح را تماشا کنند و خبری پخش شد که سه اسیر اول که قرار بود بر اساس توافق آتش‌بس آزاد شوند، قرار است به آن مکان برده شوند. او افزود: «وقتی مردم متوجه شدند که این محل، نقطه تحویل گروگان‌های اسرائیلی است، شروع به شعار دادن برای گردان‌های عزالدین قسام و رهبران ارشد حماس کردند. آن‌ها با فریاد الله اکبر شادی خود را نشان دادند.»

### دور دوم تبادل
در تاریخ ۲۴ ژانویه، حماس نام چهار سرباز زن اسرائیلی را منتشر کرد که قرار بود بخشی از تبادلی باشند که در ۲۵ ژانویه انجام می‌شد. در ۲۵ ژانویه، این چهار گروگان زن توسط حماس آزاد شدند. این چهار سرباز اسرائیل به سکویی که در میدان فلسطین برپا شده بود، آورده شدند. سکوی کوچکی که با یک میز و چند صندلی آماده شده بود. نیروهای مسلح در آرایشی خاص مستقر شدند تا اسراء را از جمعیت جدا کنند. از اسراء در حالی فیلمبرداری شد که لبخند می‌زدند و به مردم غزه دست تکان می‌دادند. در ویدیویی که شاخه نظامی حماس منتشر کرد، این زنان جوان هنگام دریافت کیسه‌های هدیه از اعضای گردان‌های عزالدین قسام تشکر می‌کردند. در قبال چهار سرباز زن اسرائیلی، ۲۰۰ زندانی فلسطینی از زندان‌های اسرائیل آزاد شدند، شامل ۱۲۱ نفر که محکوم به حبس ابد بودند. حدود ۷۰ نفر از آزادگان فلسطینی به مصر منتقل شدند.
روزنامه وال استریت ژورنال نوشت که حماس می‌خواهد تحویل گروگان‌های اسرائیلی را به نمایشی تحقیرآمیز برای اسرائیل تبدیل کند و این پیام را به جهانیان بفرستد که همچنان کنترل نوار غزه را برعهده دارد. تحلیلگران منطقه‌ای می‌گویند که هدف حماس در هر دور از آزادی اسرا این است که غزه را رویدادی مفصل تبدیل می‌کند و با نمایش قدرتنمایی دشمن خود را تحقیر کند. مخیمر ابوسعده، دانشمند علوم سیاسی از غزه و استاد دانشگاه نورث‌وسترن در آمریکا گفت: «حماس با وجود خسارات نظامی‌اش پایان نیافته است.» او افزود: «شیوه‌ای که اسرا تحویل داده شدند، نمایشی از قدرت و اقدامی چالش‌برانگیز در برابر اسرائیل بود.»

## عقب‌نشینی تدریجی اسرائیل از نتساریم
در ۹ فوریه ۲۰۲۵، ارتش اسرائیل از گذرگاه کلیدی نتساریم که نوار غزه را به دو بخش تقسیم می‌کرد، به تدریج عقب‌نشینی کرد و تقریباً کل شمال این منطقه را ترک کرد؛ اقدامی که در راستای اجرای یک آتش‌بس موقت با حماس و به‌عنوان پیش‌زمینه‌ای برای مذاکرات دربارهٔ یک توافق بلندمدت انجام شد. ارتش اسرائیل در بیانیه‌ای اعلام کرد که نیروهایش در حال اجرای توافق برای ترک این گذرگاه هستند تا صدها هزار فلسطینی بتوانند به شمال غزه بازگردند. حماس تأیید کرد که نیروهای اسرائیلی این منطقه را ترک کرده‌اند و در بیانیه‌ای اعلام کرد که این خروج «پیروزی اراده مردم ما» است. اسرائیل این کریدور را در ابتدای جنگ در غزه ایجاد کرد. این منطقه یک منطقه نظامی بسته است که از مرز اسرائیل با غزه تا دریای مدیترانه امتداد دارد و حدود ۶ کیلومتر (۳٫۷ مایل) عرض دارد. ارتش اسرائیل در روزهای نخست جنگ دستور تخلیه گسترده شمال غزه را صادر کرده بود و این گذرگاه را به منظور جلوگیری از بازگشت فلسطینیان تحت کنترل داشت.
معین ربانی، عضو غیر مقیم شورای خاورمیانه در امور جهانی، به الجزیره گفت که کریدور نتساریم «نباید آینده‌ای داشته باشد» و «باید ناپدید شود». او گفت: «اسرائیل نه تنها آنچه را که کریدور نتساریم می‌نامند اشغال کرده است، بلکه سازه‌های متعددی در آنجا قرار داده است که نشان‌دهنده عزم آن‌ها برای حفظ حضور دائمی در آنجا بود، تا این توانایی را داشته باشند که نوار غزه را به دو بخش تقسیم کنند و حمل و نقل و حرکت در آن را به اراده خود فلج کنند.» او افزود: «[اسرائیل] این بار نیز شکست خورده است و آن‌ها مجبور به خروج از کریدور نتساریم شده‌اند و امیدواریم هرگز بازنگردند.»

## پاسخ‌ها

### اسرائیل
در اسرائیل، خانواده‌های گروگان‌های اسرائیلی، از آمریکا خواستند که نتانیاهو را برای پذیرش پیشنهاد مصر و قطر تحت فشار قرار دهد. تظاهرات در تل آویو و اورشلیم آغاز شد. معترضان بزرگراه ایالون در تل آویو را مسدود کردند و از دولت خواستند تا برای آزادی اسرای اسرائیلی به توافق برسد.
وزیر امنیت ملی ایتامار بن گویر و وزیر دارایی بزالل اسموتریچ تهدید کردند در صورتی که اسرائیل با پیشنهاد کابینه جنگ قبل از نابودی حماس موافقت کند، استعفا خواهند داد. یائیر لاپید، رهبر مخالفان، پیشنهاد کرد در صورت امضای این پیشنهاد، از دولت حمایت کند. هزاران نفر روز بعد در تل‌آویو تجمع کردند تا حمایت خود را از توافق و انتقاد از نتانیاهو اعلام کنند. شاس، یک حزب یهودی افراطی ارتدوکس و بزرگ‌ترین شریک ائتلافی نتانیاهو، گفت که از این توافق حمایت کامل خواهد کرد.

### فلسطین
پس از پذیرش این پیشنهاد از سوی حماس، گروهی از مردم برای جشن در رفح و نوار غزه گرد آمدند. از طرف فلسطینی، این پیشنهاد مورد حمایت محمود عباس، رئیس‌جمهور فلسطین قرار گرفت. مردم غزه از این پیشنهاد حمایت کردند. به گزارش رویترز، مقامات ارشد حماس نسبت به جدیت اسرائیل برای دستیابی به توافق ابراز تردید کردند.

### ایالات متحده
این پیشنهاد توسط نمایندگان طرفدار اسرائیل براد اشنایدر و استنی هویر و سناتور منتقد اسرائیلی پیتر ولش و نماینده گرگ کازار امضا شد. چاک شومر رهبر اکثریت سنا از این توافق حمایت کرد. سناتور لیندسی گراهام با این پیشنهاد مخالفت کرد و استدلال کرد که شکست حماس غیرقابل مذاکره است. نماینده مایک والتز استدلال کرد که حماس با ادامه گفتگو با اسرائیل تقویت خواهد شد.
پس از ترور اسماعیل هنیه، رهبر حماس، جو بایدن، رئیس‌جمهور این کشور گفت که این ترور به مذاکرات آتش‌بس غزه کمکی نمی‌کند.

## واکنش‌ها
در ۳۱ ژوئیه ۲۰۲۴، وزارت خارجه مصر اعلام کرد که ترور اسماعیل هنیه رهبر حماس نشان می‌دهد که اسرائیل هیچ اراده سیاسی برای آتش‌بس ندارد. رجب طیب اردوغان رئیس‌جمهور ترکیه از پذیرش پیشنهاد مصر و قطر توسط حماس استقبال کرد و ابراز امیدواری کرد که اسرائیل نیز همین کار را انجام دهد. امانوئل مکرون، رئیس‌جمهور فرانسه از نتانیاهو خواست با حماس به آتش‌بس و گروگان‌گیری دست یابد. عبدالله بن زاید آل نهیان، وزیر امور خارجه امارات متحده عربی از میانجیگری‌های مصر و قطر حمایت کرد و امیدوار بود که این پیشنهاد منجر به پایان دادن به جنگ و رنج فلسطینیان شود. پیشنهاد اسرائیل توسط امانوئل مکرون رئیس‌جمهور فرانسه، جاستین ترودو نخست‌وزیر کانادا، اورسولا فون در لاین رئیس کمیسیون اروپا و دیپلمات‌هایی از بریتانیا و آلمان تأیید شد.
اسماعیل بقائی، سخنگوی وزارت خارجه ایران، در واکنش به نقض آتش‌بس در جنوب لبنان، ضمن یادآوری صدها مورد نقض توافق آتش‌بس توسط اسرائیل طی شصت روز گذشته، جنایت اخیر آن کشور را اوج عهدشکنی و نقض فاحش حقوق بشردوستانه و مصداق روشن جنایت جنگی دانست و مسئولیت آمریکا و فرانسه به‌عنوان ضامنان و ناظران توافق آتش‌بس را مورد تأکید قرار داد.